# Chill (Ghali)
Chill è un singolo del rapper italiano Ghali, pubblicato il 16 maggio 2025.

## Descrizione
Il brano, scritto dallo stesso rapper con Alessandro Merli, in arte Takagi, Fabio Clemente, in arte Mr. Ketra, Jacopo Angelo Ettorre, in arte Jacopo Èt, e Luca Faraone, è prodotto da Takagi & Ketra.

## Video musicale
Il video musicale, diretto da Amedeo Zancanella, è stato pubblicato il 26 giugno 2025 attraverso il canale YouTube del rapper.

## Tracce
Testi di Ghali Amdouni, Alessandro Merli, Fabio Clemente, Jacopo Angelo Ettorre e Luca Faraone.
1. Chill – 2:15

## Formazione
- Ghali Amdouni – voce
- Alessandro "Takagi" Merli – produzione
- Fabio "Mr. Ketra" Clemente – produzione
- Luca Faraone – chitarra

## Classifiche
| Classifica (2025) | Posizione massima |
| ----------------- | ----------------- |
| Italia            | 40                |